# AC-010
A AC-010 é uma rodovia brasileira pertencente ao estado do Acre. Tem extensão de 55 km, ligando Rio Branco até o município de Porto Acre, já na divisa com o Amazonas.